# Еврейские погромы во время Гражданской войны в России
Евре́йские погро́мы в пери́од Гражда́нской войны́ в Росси́и — еврейские погромы, совершавшиеся в 1918—1922 годах бандитскими группировками, состоявшими в ситуативных альянсах (порой меняя сторону несколько раз, и формально находясь на воинской службе одной из сторон) с украинскими националистами, формированиями «зелёных», белогвардейцами и частями Красной армии.
По современным данным, за время Гражданской войны в России имело место 1 236 случаев антиеврейских выступлений, 887 из которых были отнесены к погромам — к акциям, сопровождавшимся насилием в массовом масштабе. Из них 493 акции (40 %) совершили петлюровцы, 307 (25 %) — зелёные, 213 (17 %) — белогвардейцы, 106 (8,5 %) — части красных.

## Общий обзор

Погромная прокламация петлюровских войск на Херсонщине.

В Гражданскую войну произошли сотни погромов, произведённых петлюровцами, отрядами и войсками так называемых зелёных атаманов, переходивших из лагеря в лагерь (Д. Зелёный, Н. Григорьев и другие; так, чернобыльский атаман И. Струк устраивал еврейские погромы, последовательно находясь со своим отрядом в Армии Украинской народной республики, Красной, Добровольческой и снова Армии УНР), красноармейцами, белогвардейцами.
Прокламация армии Колчака призывала русский народ «гнать… вон из России жидовскую комиссарскую сволочь, которая разорила Россию».
Исследователь Пученков сделал вывод, что на Украине погромы были в первую очередь порождены анархией, царившей в то время в этом крае, и проходили чаще всего при молчаливом одобрении, а иногда и при активном участии местного нееврейского населения. Некоторые вожди Белого движения осуждали погромы, опасаясь снижения дисциплины в войсках и реакции в зарубежных странах, откуда им поступала помощь, — о чём свидетельствуют приказы, написанные лично генералами Деникиным, Драгомировым, Май-Маевским, Бредовым и другими. Однако эти меры, как пишет Деникин, лишь локализовали еврейские погромы, однако не устраняли их окончательно.
На Харьковском совещании членов партии кадетов, проходившего с 3 по 6 ноября 1919 г. уже после произведённых добровольцами массовых погромов, ответственность за погромы была возложена на большевиков, а точнее на деятельность чрезвычаек, послуживших главным источником для антисемитизма, что по сути перекладывало вину за погромы на самих евреев. В резолюции совещания, в частности, говорилось: 

Сознательные и руководящие круги еврейства должны объявить беспощадную войну тем элементам еврейства, которые, активно участвуя в большевистском движении, творят преступное и злое дело.… Русское еврейство должно понять, что вне безусловного и безоговорочного признания и поддержки национальной диктатуры и Добровольческой Армии, воссоздающих русскую государственность, нет спасения, и что только твердый правопорядок, который стремится установить национальная власть, обеспечит надежную защиту всем гражданам без различия национальностей и веры
В Белоруссии известна погромная деятельность вооружённых формирований Булак-Балаховича.
В феврале 1921 года после взятия монгольской столицы Урги командир Конно-азиатской дивизии барон Унгерн фон Штернберг приказал своей дивизии убить всех евреев города. В результате погрома было убито около 50 евреев, часть спряталась в домах русских и монголов.
После массовых погромов 1919 года среди еврейского населения стало распространяться мнение, что только при советской власти евреям могут быть предоставлены гарантии безопасности. В связи с этим повысилась поддержка Красной армии евреями. Некоторые её части были полностью сформированы из евреев — например, 1-й еврейский полк. Однако это обстоятельство таило в себе новый источник бед для еврейского народа — оно утверждало ещё более в среде как белогвардейцев, так и простых обывателей представление об общности еврейства и большевизма. Так и после падения всех противобольшевистских фронтов С. С. Маслов в 1922 г. писал: «Юдофобство — одна из самых резких черт на лице современной России…»

## Евреи в Белом движении

Объявления в газете Новая Россия о панихиде по лицам еврейской национальности — жертвам советской власти, о сборе белья Еврейским дамским комитетом в пользу Добровольческой армии в Харькове в 1919 году.

Несмотря на многочисленные погромы на Южном фронте, немалое количество молодёжи из еврейских общин выступало на стороне Белого движения. Евреи (как в составе рядовых, так и офицеров) сражались на различных фронтах в составе Белой армии. Причины сопротивления революции на стороне Белого движения были:
- Красный террор, коснувшийся в том числе и зажиточных еврейских ремесленников и крестьян.
- Запрет большевиками еврейских организаций, возникших после указа Временного правительства от 20 марта 1917 года.
- Национализация, проводимая большевистским правительством.
- Еврейские погромы со стороны красноармейцев.
- Личные побуждения отдельных участников.

## Погромы Вооружённых сил Юга России
Погромы Вооружённых сил Юга России стали одной из самых позорных страниц в истории Белого движения. По отношению к общему числу погромов на Украине в те годы погромы ВСЮР (которые зачастую отождествляются с Добровольческой армией) составляют лишь примерно 1/5, но исследователь проблемы И. Б. Шехтман обратил внимание на то, что «…общее число исчислено за все годы 1918—1921 гг., а погромы Добровольческой армии продолжались всего несколько месяцев. В эти месяцы добровольцы побили все рекорды. Их погромы были интенсивнее других, удар — острее, а число погромов — больше». Общее число погибших от рук добровольцев Шехтман определил в 5325 человек.

## Погромы Красной армии
Еврейские погромы совершались в том числе и красноармейцами. Весной 1918 г. погромы под лозунгом «Бей жидов и буржуев» устраивали отряды Красной армии, отступавшие с Украины под натиском немцев: в Глухове было убито около 500 человек (большинство из которых были евреями-интеллигентами), в Новгород-Северском было убито 88 человек, в Середина-Буде — 25 человек. Красноармейские погромы на Украине продолжались и в 1919—1920 годах: в Россаве (февраль 1919 г.), в Умани (май 1919 г.), в Любаре (май 1920 г.) погромы устроили Богунский и Таращанский полки Первой конной армии. Особенно жестокие погромы Первая конная армия устраивала при отступлении из Польши в конце августа 1920 года. В октябре 1920 года от еврейских погромов со стороны буденновцев пострадали города и местечки: Тараща, Монастырище, Тальное, Спиченцы, Самгородок, Вахновка, Плисков, Дашев, Ильинцы в Киевской губернии.
Как правило, советские власти сурово наказывали погромщиков, чаще всего расстреливали их. Например, в сентябре 1920 г. член революционного военного совета Первой конной армии К. Ворошилов расформировал за погром шестую дивизию И. Апанасенко; 153 погромщика были расстреляны. Об антисемитских настроениях в некоторых частях Красной армии писали И. Бабель в «Конармии» и Б. Пильняк в «Ледоходе».
Вот как описывал зверства красноармейцев русский писатель и лауреат Нобелевской премии по литературе Иван Бунин в своей книге воспоминаний «Окаянные дни»:

2 мая 1919. 
Еврейский погром на Большом Фонтане, учиненный одесскими красноармейцами. 

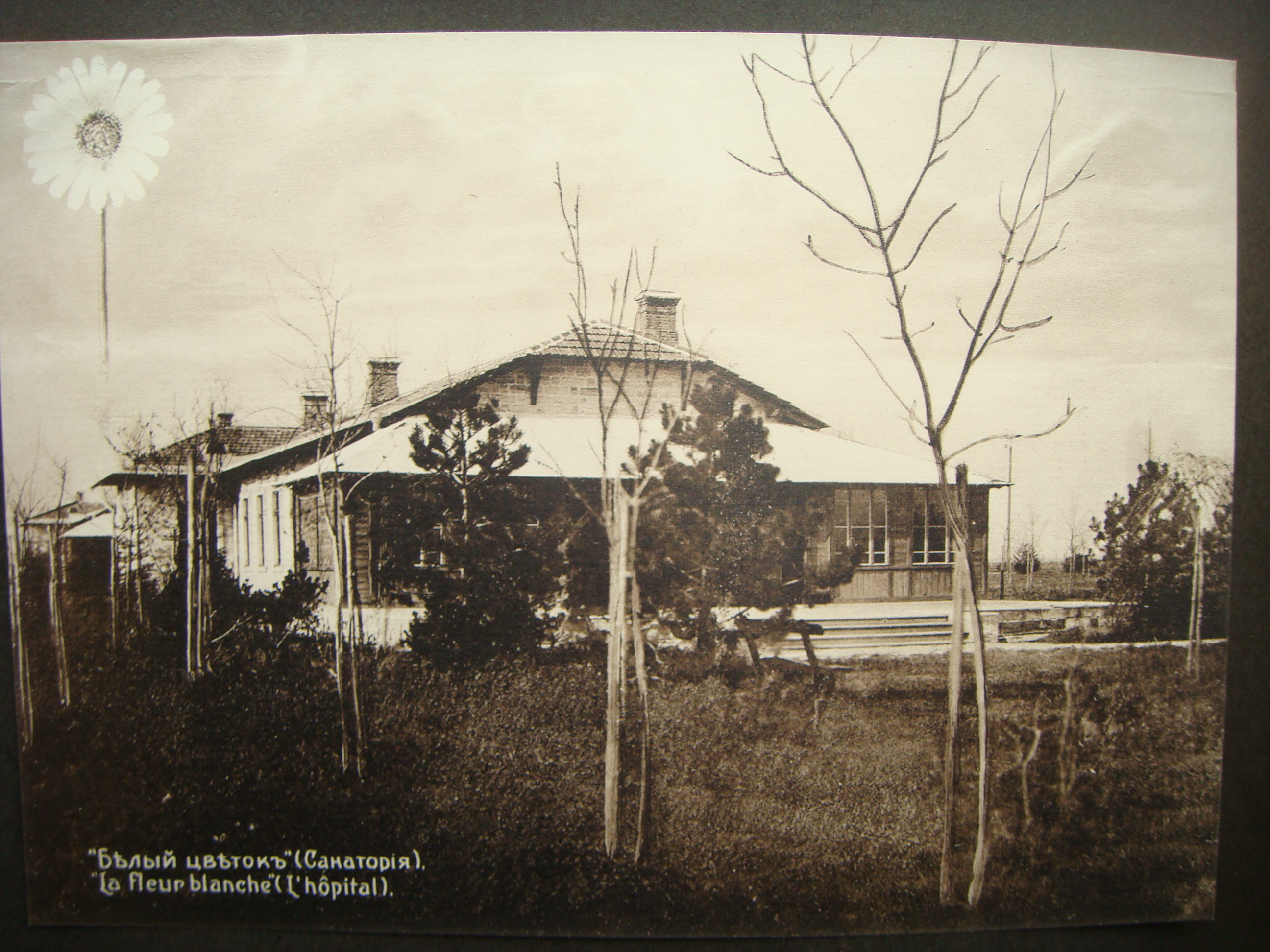
Фотография санатории «Белый цветок» в которой друг Ивана Бунина Кипен укрывался от красноармейцев-антисемитов.

Были Овсянико-Куликовский и писатель Кипен. Рассказывали подробности. На Б. Фонтане убито 14 комиссаров и человек 30 простых евреев. Разгромлено много лавочек. Врывались ночью, стаскивали с кроватей и убивали кого попало. Люди бежали в степь, бросались в море, а за ними гонялись и стреляли, — шла настоящая охота. Кипен спасся случайно, — ночевал, по счастью, не дома, а в санатории «Белый цветок». На рассвете туда нагрянул отряд красноармейцев. — «Есть тут жиды?» — спрашивают у сторожа. — «Нет, нету». — «Побожись!» — Сторож побожился, и красноармейцы поехали дальше. 
Убит Моисей Гутман, биндюжник, прошлой осенью перевозивший нас с дачи, очень милый человек.
Агент ГПУ Павловский (Якшин), арестованный в Германии в 1929 году, показывал, что ГПУ давало такие указания подкупленным журналистам:

 Все же факты, касающиеся стихийных еврейских погромов, производимых красноармейцами, буденовцами и вообще большевиками — всячески затушевывать, передергивая даты и перенося всю ответственность за устройство еврейских погромов на монархические организации и белые армии.
Погромы со стороны партизан и регулярных частей Красной армии, а также несогласие с Красным террором привели к образованию белогвардейского еврейского полка в составе Забайкальского войска Г. Семёнова. Полк был сформирован исключительно из евреев. В основном это были читинцы, в меньшей степени выходцы из других городов Сибири и Дальнего Востока, а также добровольцы из европейской части России.

## Польша 1920
После завершения обороны Замостья солдаты 6-й украинской стрелковой дивизии УНР под командованием М. Д. Безручко и польские жители Замостья совершили еврейский погром, известный как замосский погром . Многочисленные еврейские магазины были разрушены, множество евреев было убито в отместку за сотрудничество некоторых представителей еврейской общины с большевиками.

## Убийство Симона Петлюры
В 1926 году анархист Шолом Шварцбурд убил в Париже Симона Петлюру. На суде он объяснял убийство Петлюры местью за еврейские погромы, совершенные петлюровцами во время гражданской войны. Соратники Петлюры пытались связать убийцу с советскими спецслужбами. Указывали на якобы существующую связь Шварцбурда с резидентом советской разведки в Париже М. Володиным.
Французский суд Шварцбурда оправдал.

## Статистика погромов
По данным Геннадия Костырченко, за время Гражданской войны в России имело место 1236 случаев антиеврейских выступлений, 887 из которых были отнесены к погромам — к акциям, сопровождавшимся насилием в массовом масштабе. Из них 493 акции (40 %) совершили петлюровцы, 307 (25 %) — зелёные, 213 (17 %) — белогвардейцы и 106 (8,5 %) — части красных.
Данные о еврейских погромах со свидетельскими показаниями и списком жертв публикует у себя на сайте Институт науки, культуры и наследия еврейского народа "Am haZikaron", их проект "Россия. Трехлетний погром" посвящен сбору информации о населенных пунктах, подвергавшимся еврейским погромам во время Гражданской войны.
Олег Будницкий писал, что в 1918—1920 годах только на Украине приблизительно в 1300 населённых пунктах произошло свыше 1500 еврейских погромов. Было убито и умерло от ран, по разным оценкам, от 50 до 200 тысяч евреев. Около 200 тысяч было ранено и искалечено. Тысячи женщин были изнасилованы. Около 50 тысяч женщин стали вдовами, около 300 тысяч детей остались сиротами.
Британский историк Норман Кон общее число евреев убитых в погромах с 1918 по 1920 годы оценил в 100 тысяч человек. Аналогичную цифру назвал демограф Сергей Максудов.
С. И. Гусев-Оренбургский оценивает число евреев погибших в погромах как не менее 200 тысяч человек.
В одном лишь 1921 году в Белоруссии погромы прошли в 177 населённых пунктах, где проживало 7316 семей (29270 чел.). Их жертвами стали 1748 семей, в том числе 1700 убитых, 150 раненых, 1250 изнасилованных.

## Отражение в литературе
Описание еврейского погрома петлюровцами в годы гражданской войны на Украине имеется в книге советского писателя Н. А. Островского «Как закалялась сталь».
Еврейские погромы на Украине в 1919-20гг. описал С. И. Гусев - Оренбургский в «Багровой книге».

### Архивные документы
- Книга погромов (фрагменты) — избранная документация.
- Погромы в Белоруссии и на Украине. Свидетельства очевидцев, доклады, документы.
- Погромы в Белоруссии и на Украине. Свидетельства детей.
- Савченко В.А [militera.lib.ru/bio/savchenko/index.html  Авантюристы гражданской войны. -М., 2000]
- Документы о еврейских погромах из фондов Библиотеки Петлюры в Париже (РГВА. Ф. 271k, Оп. 1, Д. 62).
- Die Lage der Juden in der Ukraine. Berlin, 1920.
- Стенографический отчет о встрече еврейской делегации с генералом Деникиным (опубликован в апреле (№ 17) – мае (№ 18) 1923 года Берлинским журналом «Рассвет») // Лехаим : Журнал. — 2005. — Т. 164, № 12.